# Aki Ulander
Aki Antero Ulander (Oulu, 29 dicembre 1981) è un ex cestista finlandese.